# Conselho da Entente

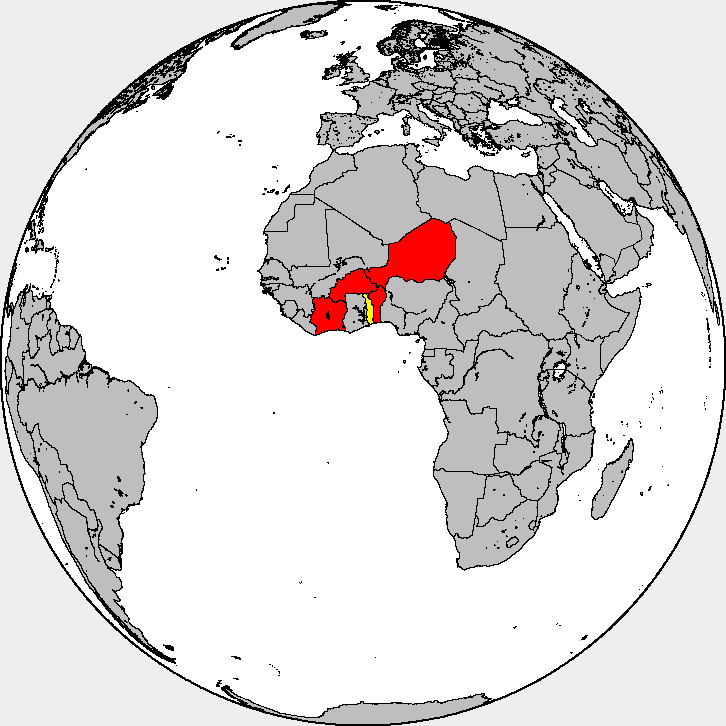
Os países fundadores em vermelho (mais o Togo em amarelo).

O Conselho da Entente (em francês:  Conseil de l'Entente) é uma organização regional de cooperação da África Ocidental, principalmente para fins econômicos, criada em 26 de maio de 1959.
Os países fundadores são República do Daomé (atual Benin), República do Alto Volta (atual Burkina Faso), Costa do Marfim e Niger, com o Togo juntando-se ao grupo em 1966.
O Conselho nasceu de efêmera União Sahel-Benin, criada pelos quatro membros originais do Conselho como um sucessor parcial a federação regional das colônias da África Ocidental Francesa. A união aduaneira da África Ocidental formada por esses quatro países e o Mali em maio de 1959 é o ancestral da Comunidade Econômica dos Estados da África Ocidental..
Após 1966, o Conselho estabeleceu um secretariado administrativo permanente em Abidjan, Costa do Marfim. Um fundo de assistência mútua e garantia de empréstimos ajuda a apoiar os membros mais desfavorecidos.